# Zé Luís (ur. 1979)
Zé Luís, właśc. José Luís Santos da Visitação (ur. 23 marca 1979) – brazylijski piłkarz występujący na pozycji pomocnika.

## Kariera piłkarska
Od 1997 do 2013 roku występował w Mogi Mirim EC, Cruzeiro EC, Marília AC, Atlético Mineiro, AD São Caetano, Tokyo Verdy, São Paulo FC, EC Vitória, Itumbiara EC i Paraná Clube.